# Zemial

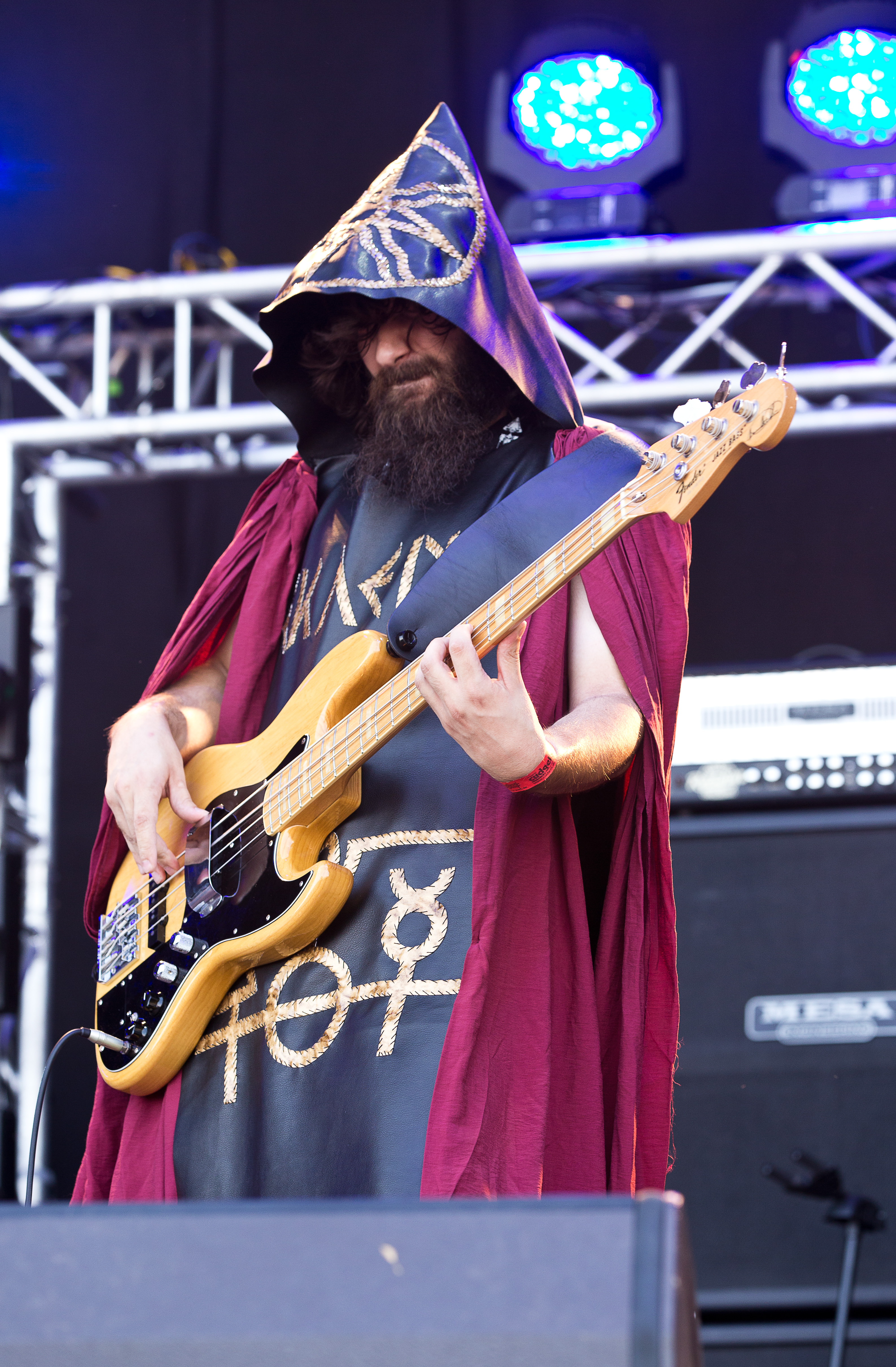
Auftritt von Zemial auf dem Party.San Open Air 2015

Zemial ist eine griechische Metal-Band.

## Geschichte
Die Band wurde 1989 gegründet und war von Bathory und Hellhammer/Celtic Frost inspiriert. Die erste Veröffentlichung der Band war die 7"-EP Sleeping Under TARTARUS, die im Molon Lave Studio aufgenommen wurde. Bis auf Rotting Christs Promoaufnahme Ade’s Winds waren dort zuvor keine Death-/Black-Metal-Bands gewesen. Unter dem Namen Storm Studio und mit einem neuen Toningenieur wurde es mit seinem Klang typisch für die Bands der griechischen Szene. Vorskaath nutzte im Gegensatz zu anderen Bands ohne Schlagzeuger keinen Drumcomputer, sondern ein elektronisches Schlagzeug. Als Gastmusiker spielte Necrosauron von Rotting Christ die Drums ein. Die EP erschien 1992 bei Torched Records. Da die erste Auflage von 1000 Exemplaren nach kurzer Zeit ausverkauft war, wurde sie von Gothic Records mit einem neuen Layout wiederveröffentlicht, das den Vorstellungen der Band und nicht der Erstpressung entsprach.
Auf For the Glory of UR näherte sich der Klang stärker den Frühwerken von Hellhammer und Bathory an; laut Vorskaath liegt dies aber nicht an einem Stilwechsel, sondern an einem Wechsel der Produktion und der Aufnahmemethoden: For the Glory of UR wurde mit einem Yamaha-Schlagzeug, BOSS-Pedalen und diversen Verstärkern, während auf der ersten EP ein Effektgerät für die Gitarren und kein Verstärker genutzt worden war. Intro und Outro stammen von Magus Wampyr Daoloth.
Die Mitglieder von Zemial und Agatus lebten eine Zeit lang in Australien, wo sie weiter an ihren Projekten arbeiteten. Sie fühlten sich der dortigen Szene allerdings nicht verbunden. Vorskaath konzentrierte sich stattdessen auf die eigene Musik. Er unterschrieb bei Nazgul’s Eyrie Productions, das nach dem Wechsel des Besitzers allerdings kein Interesse mehr an Zemial zeigte. Costa Stoios nahm die Band unter Vertrag und veröffentlichte auf Iron Pegasus Records 1999 die EP For the Glory of UR zusammen mit weiterem Material neu.
2006 zog die Band nach Deutschland und veröffentlichte ihr Album In monumentum, das vom Rock Hard in die Liste der „250 Black-Metal-Alben, die man kennen sollte“ aufgenommen wurde.

## Texte und Ideologie
Vorskaaths Texte basieren auf seinen eigenen Ansichten zu Philosophie und Religion und sind von sumerischen, griechischen und babylonischen Mythen und Schriften und allgemein antiken Mythologien inspiriert, außerdem von Geschichte, Okkultismus und Betrachtungen der Natur. Die Band spielt musikalisch Avantgarde Metal, mit Elementen des Thrash Metal, Black Metal sowie des Progressive Rock.
Vorskaath und die Band grenzen sich von rechten und linken extremistischen Ansichten ab und akzeptieren bei Myspace keine entsprechenden Freunde oder Kommentare. Ebenso sprechen sie sich dort gegen jedwede illegale Aktivitäten aus.

## Diskografie
- 1992: Sleeping Under TARTARUS (EP; Torched Records)
- 1996: For the Glory of UR (EP; Hypervorea, Sub-Terra Records)
- 1997: Armageddon auf Hellas Salutes the Vikings (Metal Invader)
- 1997: Necrolatry (Demo)
- 1999: For the Glory of UR (Best-of; Iron Pegasus Records)
- 2003: Δαίμων (Split-EP mit Kawir; Apocalyptor Records)
- 2003: Face of the Conqueror (EP; Iron Pegasus Records)
- 2006: In Monumentum (ΝΥΞ)
- 2009: I Am the Dark (EP; ΝΥΞ)
- 2011: Dusk (EP; Hells Headbangers Records)
- 2013: NYKTA (Hells Headbangers Records)